# Mestni dom, Ljubljana
Stavba Mestnega doma stoji ob Krekovem trgu v Ljubljani. Danes sta v njej Lutkovno in Šentjakobsko gledališče.

## Zgodovina
Na mestu zasutega obrambnega jarka pred nekdanjimi Frančiškanskimi (oziroma Samostanskimi ali kloštrskimi) mestnimi vrati je leta 1816 nastal prostor, na katerem je mestna oblast uredila sejmišče. Novonastali trg so imenovali Sejemski trg. Ime so spreminjali glede na vsakokratno oblast. Tako se je med letoma 1876 in 1918 imenoval trg Cesarja Jožefa, nato med letoma 1918 in 1919 Trg kralja Petra, nato pa do danes Krekov trg. Okolico trga so postopoma obzidali.
Ob vznožju grajske vzpetine, ob južni stranici trga, so postavili Mestni dom. Na pobudo župana Ivana Hribarja so leta 1897 izvedli javni razpis za pridobitev projektov. Odziv arhitektov je bil precejšen celo iz Prage, Pariza, Dunaja in Hamburga. Izbrana sta bila arhitekta brata Mauvrinij in Carol Hinträger, ki sta nato do pomladi 1898 izdelala glavni načrt. Zaradi previsoke cene je projekt kasneje izdelal ljubljanski mestni arhitekt Ciril Metod Koch (1867–1925). Zaradi predvidenih uporabnikov je moral Koch načrt nekoliko spremeniti. Stavbo so začeli graditi 18. julija 1898. Po odstranitvi lop za perice se je na pobočju grajskega hriba sprožil zemeljski plaz, ki je zasul del novih temeljev. Zgraditi so morali visok kamnit varovalni zid, ki je investicijo precej podražil. Mestni dom je bil končan 30. septembra 1899, uradno odprtje pa je bilo že nekaj dni prej, 8. septembra. Dela je izvedlo podjetje Faleschini & Schuppler. 
V novi stavbi je bilo največ prostora namenjenega prostovoljnemu gasilskemu društvu. V pritličju so bile shrambe za gasilske vozove, v nadstropjih pa stanovanja za gasilce in mestne stražnike. Na glavni fasadi je bilo pet velikih polkrožno sklenjenih vratnih odprtin. V stavbi je imela prostor tudi reševalna postaja, policijska stražnica, stražniška kasarna in uprava mestnega vodovoda in elektrarne. Zaradi take vsebine je stavba dobila ime Mestni dom. 
V prvem nadstropju je bila velika dvorana z odrom namenjena različnim društvom. V njej so prirejali volilne shode, veselice, zborovanja, razstave in zasedanja nabornih komisij. 

## Arhitektura
Stavba je približno kvadratnega tlorisa in ima obliko mestne palače z reprezentativno oblikovano čelno fasado. Zunanjost ima neorenesančne slogovne prvine in je poudarjena s strešnim stolpičem v osrednji osi glavne fasade. Pri oblikovanju notranjosti je bilo največ pozornosti namenjeno dvorani, ki je dobila neoklasicistično pilastrsko členitev ostenja. Dvorana je bila že od začetka namenjena tudi za prirejanje gledaliških predstav. 
Stavba je bila večkrat predelana, posebej notranjost, zunaj pa sta izginila dva vitka piramidasta obeliska ob strešnem stolpiču, ki je prvotno rabil za gasilsko opazovalnico. Kljub raznim predelavam, so osnovne značilnosti stavbe iz konca 19. stoletja ostale do danes.
Med letoma 1983 in 1984 so stavbo temeljito prenovili in od takrat je bila namenjena le gledališki dejavnosti. Leta 1987 so za potrebe lutkovnega gledališča uredili dodatne prostore na podstrešju in tam pripravili tudi lutkovni muzej, prvi te vrste v Sloveniji. V strešnem stolpiču so takrat tudi namestili uro z lutkama Martina Krpana in kobilice, ki se oglaša vsake tri ure.